# Oratorio della Madonna del Santo Rosario
L'oratorio della Madonna del Santo Rosario è un luogo di culto cattolico dalle forme neoclassiche, situato in piazza Roma a Tizzano Val Parma, in provincia e diocesi di Parma; è sussidiario della parrocchiale di San Pietro di Tizzano Val Parma e fa parte della zona pastorale della Montagna.

## Storia
Il luogo di culto fu eretto nei primi anni del XVI secolo all'interno del nuovo borgo di Tizzano, che, originariamente situato sul monte Rotondo nei pressi della pieve medievale, fu riedificato in quell'epoca più a valle, in prossimità del castello.
Nel 1692 l'oratorio, dipendente dalla decentrata pieve di San Pietro, ne divenne la succursale, svolgendo le funzioni parrocchiali.
Nel 1791 la confraternita del Rosario ricostruì completamente il tempio; negli anni seguenti fu innalzata l'adiacente torre campanaria, completata dopo il 1803.
Il 23 dicembre 2008 una forte scossa sismica provocò alcuni danni al campanile, che tra il 2010 e il 2012 fu conseguentemente restaurato.

## Descrizione

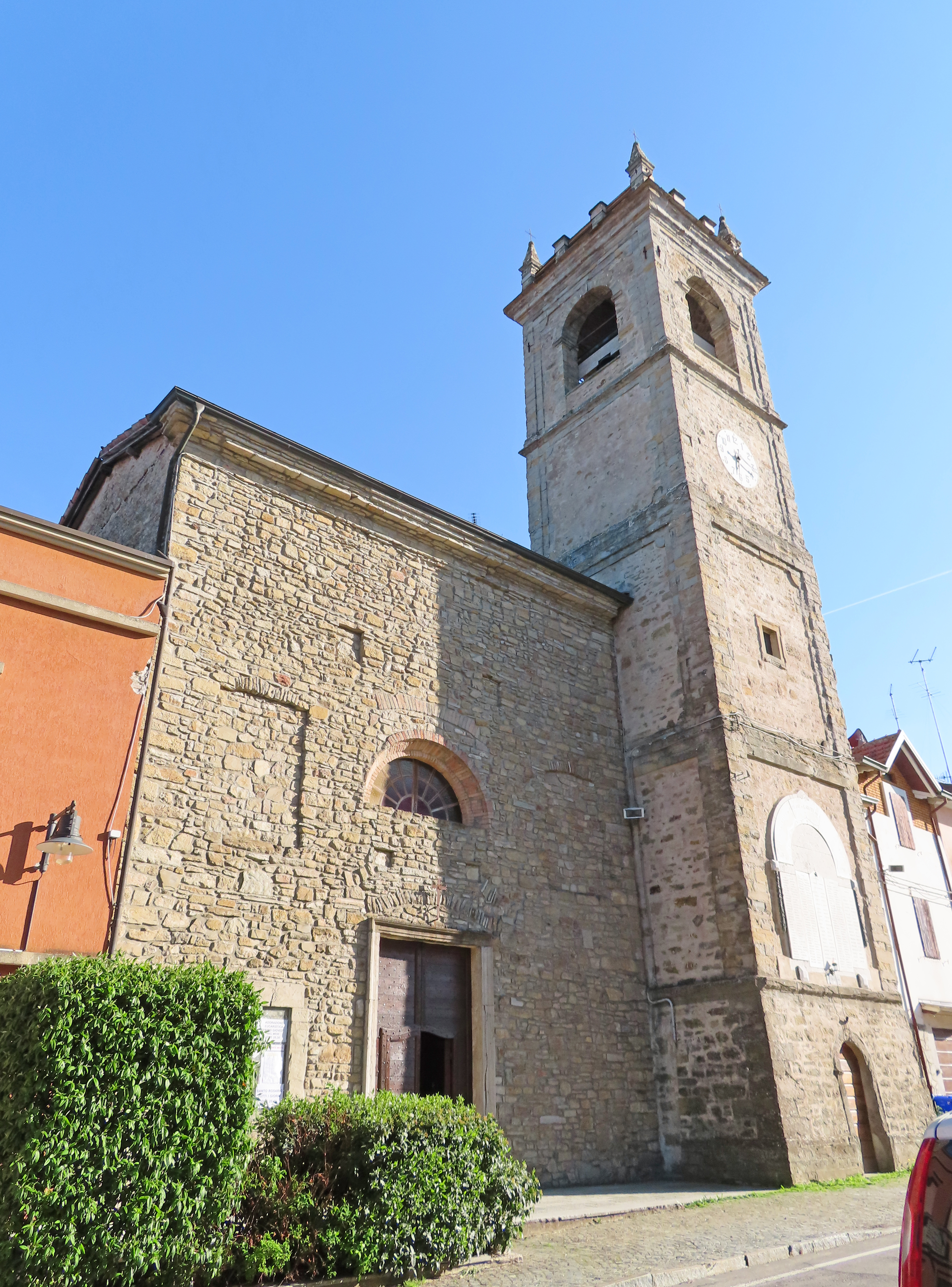
Facciata

L'oratorio, stretto tra gli edifici adiacenti sui due lati, si sviluppa su un impianto a navata unica, con ingresso a nord-ovest e presbiterio a sud-est.
La simmetrica facciata rettangolare, interamente rivestita in pietra, presenta nel mezzo il portale d'ingresso, delimitato da una cornice in arenaria; alla sua sinistra era originariamente collocata un'edicola, di cui si conservano gli stipiti in pietra murati all'interno del paramento; più in alto è posta al centro un'apertura a lunetta, affiancata da due specchiature rettangolari, ove anticamente si aprivano due finestre in seguito chiuse; in sommità si allunga orizzontalmente un cornicione modanato in mattoni.
Sulla destra, in aggetto rispetto al prospetto principale, al di sopra di un alto basamento a scarpa si eleva su quattro ordini, scanditi da fasce marcapiano, il massiccio campanile in pietra, accessibile anteriormente attraverso un portale ad arco a tutto sesto; al centro della specchiatura del primo livello è collocata una grande lapide marmorea ad arco, commemorativa del caduti tizzanesi della prima guerra mondiale; in sommità la cella campanaria si affaccia sulle quattro fronti attraverso ampie monofore a tutto sesto, aperte all'interno di specchiature; a coronamento, sopra al cornicione si ergono sugli spigoli quattro pinnacoli piramidali.
All'interno la navata è scandita da una serie di arcate rette da paraste in tre campate, di cui la prima coperta da una volta a vela e le altre due da volte a botte; in sommità corre perimetralmente un cornicione modanato in aggetto.
Il presbiterio, lievemente sopraelevato, è preceduto dall'arco trionfale a tutto sesto; l'ambiente, coperto da una volta a botte, accoglie l'altare maggiore settecentesco in legno scolpito, adeguato liturgicamente tra il 1970 e il 1980 in ottemperanza ai dettami del Concilio Vaticano II; sul fondo si staglia, davanti a una grande finestra, una monumentale ancona neoclassica tardo-settecentesca in legno intagliato e dipinto, delimitata da un doppio ordine di lesene doriche e sormontata da un frontone semicircolare con festoni e vasi; al suo interno è collocata una statua coeva raffigurante la Madonna del Rosario col Bambino.
La chiesa conserva cinque affreschi staccati provenienti dalla pieve di San Pietro; i dipinti, raffiguranti la Madonna col Bambino in trono tra due angeli reggicandelabro, un Palafreniere che tiene per le redini tre cavalli, la Madonna col Bambino in trono, la Madonna col Bambino e Sant'Antonio Abate, furono eseguiti nel 1485 su commissione di alcuni fedeli, tra i quali un tal Angelet e il marchese della Torre, identificabile probabilmente in Gianfrancesco I Pallavicino.
L'edificio accoglie anche altre opere di pregio, tra cui un grande ovale raffigurante la Madonna col Bambino e san Domenico, risalente alla prima metà del XVIII secolo, gli oli seicenteschi rappresentanti la Madonna col Bambino e la Flagellazione, i Misteri del Rosario e una grande credenza impiallacciata tardo settecentesca.